# Kagisano-Molopo
Kagisano-Molopo – gmina w Republice Południowej Afryki, w Prowincji Północno-Zachodniej, w dystrykcie Dr Ruth Segomotsi Mompati. Powstała 18 maja 2011 po połączeniu gmin Kagisano i Molopo.